# Arabela
L'arabela o arabé (Tapweyokwaka segons l'autodenominació dels seus parlants) és la llengua amb major nombre de parlants de la família lingüística zaparoana.
El nom arabé correspon, en realitat, al del riu on viuen. L'ètnia arabé va ser contactada per primera vegada en 1948. Segons Gordon [2005], la llengua es troba en perill perquè, a pesar que el nombre de parlants seria suficient per a mantenir-la viva, un nombre significatiu d'adults pot entendre-la però no la parla, i les segones llengües (quítxua i castellà) es tornen preponderants. El grup ètnic arabela estaria format per uns 300 individus i els parlants de la llengua arabela serien la meitat més o menys.

## Distribució geogràfica
El arabela es parla a la regió amazònica del Perú: Regió de Loreto, província de Maynas, districte Napo. La quebrada Arabelas és un afluent del riu Curaray, que al seu torn aboca les seves aigües al Napo. La zona es troba prop de la frontera equatoriana, i els assentaments principals dels arabela són les comunitats de Buena Vista i Flor de Coco (204 i 90 habitants, respectivament, segons dades de INEI (1993).

## Nombre de parlants
El nombre de parlants del arabela és motiu de discussió entre els especialistes. Pot estimar-se en al voltant de 150 (xifra en la qual coincideixen Wise [1999] i Solís [1987]), amb un mínim de 50 (Gordon [2005]) i un màxim de 300 (INEI [1993]), encara que aquestes últimes dades no fan distinció entre grup ètnic i parlants. De totes maneres, com totes les llengües nadiues del Perú, té l'estatut de llengua oficial a les àrees on es parla.

## Fonologia
El següent quadre recull els fonemes consonàntics del arabela, i s'indiquen els principals al·lòfons de cada fonema:
|            | labial  | apico- alveolar | alveo- palatal | velar             | glotal |
| ---------- | ------- | --------------- | -------------- | ----------------- | ------ |
| oclusiva   | p       | t [t, tː]       |                | k [k, x, g, ɣ,kː] |        |
| fricativa  |         | s               | ʃ [ʃ, ʃː]      |                   | h      |
| nasal      | m       | n [n,nː,nːd]    |                |                   |        |
| aproximant | w [w,w̃] | ɾ [ɾ,r,ɾː,rː]   | j [j,j̃]        |                   |        |

Quant a les vocals posseeix un sistema format per cinc vocals:
|          | anterior | central       | posterior |
| -------- | -------- | ------------- | --------- |
| tancades | i        | ɨ             | o [o,ʊ]   |
| mitjanes | e [e,ɪ]  |               |           |
| obertes  |          | a [a,æ,ɛ,ɔ,ə] |           |